# Montfleur
Montfleur ist eine französische Gemeinde mit 164 Einwohnern (Stand 1. Januar 2022) im Département Jura in der Region Bourgogne-Franche-Comté; sie gehört zum Arrondissement Lons-le-Saunier und zum Kanton Saint-Amour. Die Nachbargemeinden sind Montlainsia mit Montagna-le-Templier im Norden, Villeneuve-lès-Charnod im Osten, Germagnat (Département Ain) im Süden, Pouillat (Département Ain) im Westen sowie Bourcia (Gemeinde Val Suran) und Broissia im Nordwesten.
In Montfleur nimmt der Bach Le Suran den La Doye auf.

## Bevölkerungsentwicklung

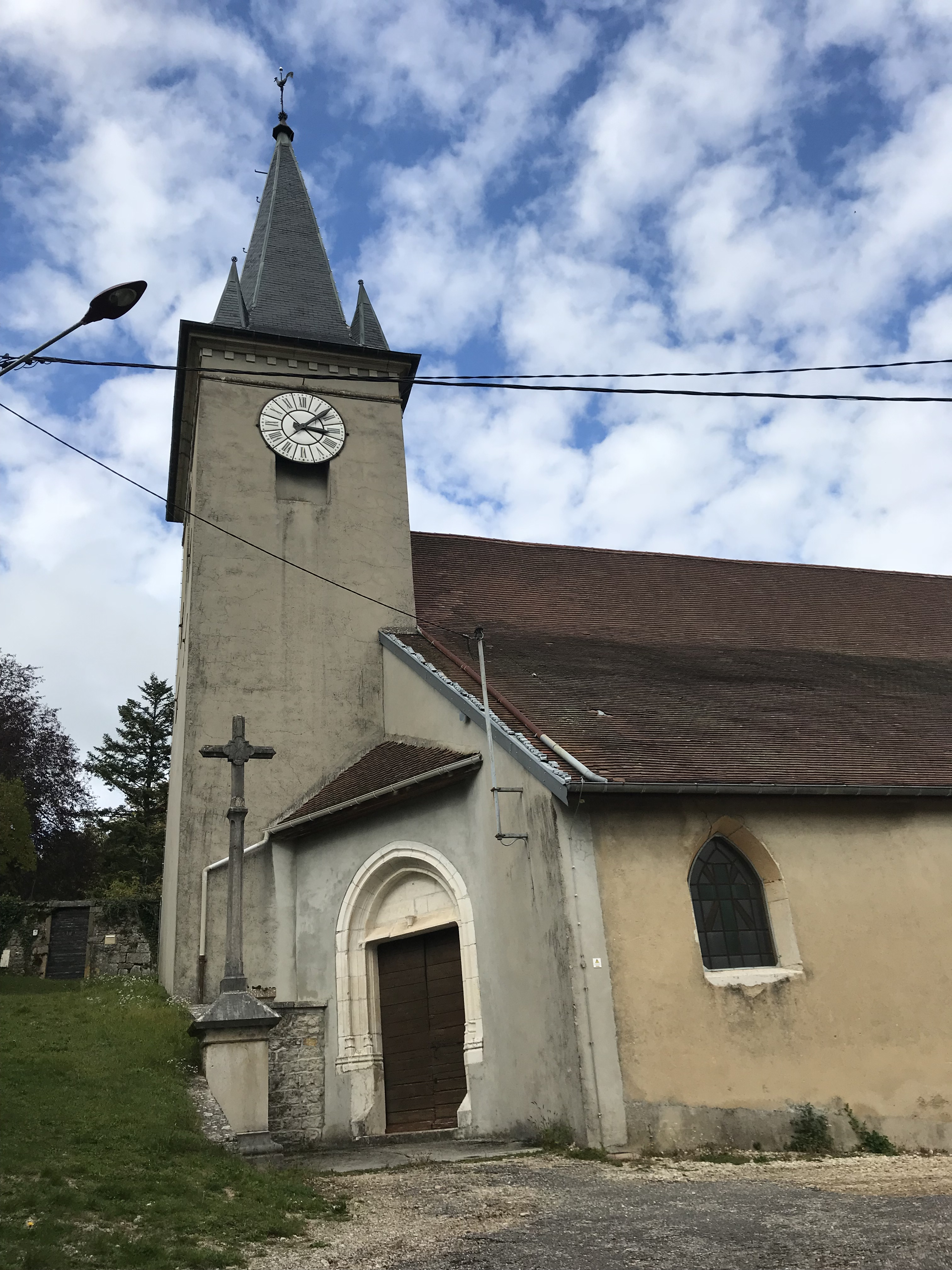
Kirche Sainte-Catherine

| Jahr                       | 1962 | 1968 | 1975 | 1982 | 1990 | 1999 | 2008 | 2017 |
| Einwohner                  | 196  | 196  | 177  | 154  | 158  | 150  | 246  | 182  |
| Quellen: Cassini und INSEE |      |      |      |      |      |      |      |      |